# Дамаскін (Аскаронський)
Аскаро́нський Дем'ян (чернече ім'я Дамаскін; *1703, Київ — †16 квітня 1769, Кострома) — український релігійний діяч. Ректор Новгородської семінарії безпатріаршої РПЦ, архімандрит, проповідник, єпископ Костромський і Галицький РПЦ.

## Біографія
Походив із київської міщанської родини. Навчався у Києво-Могилянській академії. Був учасником «философического возмущения» 1733 р. разом з Тимофієм Александровичем, Василем Тодорським, Федором Яновичем та іншими студентами-філософами, що виступили на захист свого товариша Пантелеймона Чарнецького, несправедливо покараного префектом С. Калиновським.
23 грудня 1738 р. прийняв у Києво-Печерській Лаврі чернечий постриг.
15 травня 1739 р. став ієродияконом.

### Еміграція до Московії
1740 р. архієпископ Великоновгородський і Великолуцький Амвросій Юшкевич викликав Дем'яна для викладання в новоутвореній Новгородській семінарії.
3 1741–1742 навчального року читав там курс синтаксими, 1743–1744 навчального року — піїтики (поетики). Одночасно був проповідником.
1743 прийняв сан архімандрита Дерев'яницького Воскресенського монастиря (поблизу Новгорода), але викладання не полишав. По смерті одного з архімандритів члени Новгородської консисторії хотіли ввести Аскаронського до свого складу, однак Синод відмовив їм у цьому, посилаючись на те, що Дем'ян «одолжен в єпархій трудом сверх архимандрической должности — истолкованіем семиниристам и прочим приходящим катихизма, обученіем школьников и ставлеников, а в знатние праздники и викторіальние дни сказиваніем проповеди».
3 1746 р. — ректор Новгородської семінарії.
Був настоятелем кількох монастирів Новгородської єпархії: з 1744 р. — Антоніївського, при якому діяла семінарія, з 1748-го — Хотинського Спасо-Варлааміївського, з 1751 р. — Валдайського Богородицького Іверського. Не поривав зв'язків з Києво-Печерською Лаврою. Так, 11 жовтня 1756 в листі до архімандрита Києво-Печерської Лаври Л. Білоусовича він висловив вдячність за вислані йому з посильним книги: «Новий Завіт», «Апостол» і «Євангеліє» («у футлярі»). У відповідь Л. Білоусович повідомив, що КПЛ надсилає йому в подарунок за «синовську должность» ще ряд книг в оправі «под паргамент».

#### Архиєрейське служіння
Висвячений 21 червня 1758 р. на єпископа Костромського і Галицького. За прикладом інших архієреїв-українців зібрав у своїй резиденції земляків з Києва.
У серпні 1758 р. викликав із Києво-Печерської Лаври ієромонаха Т. Сулиму й просив прислати за його кошт «добраго человека… для устроенія в кафедре моей економом», зазначаючи, що хоча він міг звернутися з подібним проханням до митрополита Київського, Галицького і всієї Малої Росії, проте не зробив цього, оскільки «болше хочется имети своих, нежели чужих, сеже не для чего иного толко для чести и прославленій добрыми людми святыня нашея общыя матере, Кіевопечерскія лаври».
13 вересня 1760 р. повідомляв Києво-Печерську Лавру, як склалася доля викликаних осіб: Т. Сулиму він висвятив на архімандрита в Галицький Паїсіївський монастир, ієромонаха Єрофея призначив ігуменом у Железноборовський Предтеченський монастир (1760–1765 рр.). Ці монастирі вважалися найкращими в єпархії — «и не убогіе и спокойны». Єпископ опікувався і просвітництвом краю.
1757 р. реформував у семінарію школу, відкриту його попередником, єпископом Костромським і Галицьким С. Кулябкою, збудував для неї нове приміщення і забезпечив учителями з Києва.
Аскаронський підтримав митрополита Київського, Галицького і всієї Малої Росії А. Малевича, який виступив проти секуляризації імператрицею Катериною II церковних земель і проти втручання світської влади у справи церкви.
У бібліотеці Костромської семінарії зберігався його рукопис «Толькованіе на 14 посланій Св. ап. Павла». До цієї бібліотеки перейшли й власні книги Дем'яна.
Помер у сані єпископа, похований у збудованій ним Костромській Лазаревській церкві.